# Eilema unistrigata
Eilema unistrigata är en fjärilsart som beskrevs av Bethune-Baker 1911. Eilema unistrigata ingår i släktet Eilema och familjen björnspinnare. Inga underarter finns listade i Catalogue of Life.